# Gemma Arterton
Gemma Christina Arterton (Gravesend, Kent; 2 de febrero de 1986), conocida como Gemma Arterton, es una actriz británica de cine, teatro y televisión. Tras su debut teatral, Arterton hizo su debut cinematográfico en la comedia St Trinian's (2007). Interpretó a la chica Bond Strawberry Fields en la película de James Bond Quantum of Solace (2008), actuación que le valió un premio Empire a la mejor actriz revelación, y a la espía Pollyana "Polly" Wilkins / Agente Galahad en la película de acción y guerra The King's Man (2021).
Arterton ha aparecido en varias otras películas, entre ellas The Disappearance of Alice Creed (2009), Tamara Drewe (2010), Furia de titanes (2010), Prince of Persia: The Sands of Time (2010), Hansel & Gretel: Witch Hunters (2013), Their Finest (2016), The Escape (2017), Vita and Virginia (2018) y Culprits (2023). Recibió el premio Mujer del año de Harper's Bazaar por actuar y producir The Escape. Entre sus aspectos teatrales más destacados se incluyen protagonizar The Duchess of Malfi (2014), Made in Dagenham (2014), Nell Gwynn (2016) y Saint Joan (2017). Arterton fue nominada a los premios Olivier por su trabajo tanto en Nell Gwynn como en Made in Dagenham  y ganó el premio Evening Standard Theatre por esta última.
Desde 2016, Arterton dirige su propia compañía de producción, Rebel Park Productions, que se centra en crear contenido dirigido por mujeres delante y detrás de la cámara.

## Biografía
Gemma es hija de Barry Arterton, un soldador, y de Sally Heap, una empleada de limpieza. Nació con polidactilia, condición que fue corregida por un doctor al poco tiempo de su nacimiento. A los 16 años, Arterton dejó la escuela para asistir al Teatro Miskin en el North West Kent College, en Dartford. Luego recibió una subvención completa del gobierno para estudiar en la Real Academia de Arte Dramático (RADA), logrando su graduación en 2008. Su hermana menor, Hannah Arterton, también es actriz. Su bisabuela materna fue una violinista judía alemana.

## Trayectoria profesional

### Inicios
Arterton obtuvo su primer papel profesional en la serie de televisión Capturing Mary, de Stephen Poliakoff, cuando todavía estaba en la escuela de arte dramático. Hizo su debut en el escenario como Rosaline en Love's Labor's Lost, de William Shakespeare, en el Globe Theatre en Londres en julio de 2007, antes de graduarse más tarde ese año. Debutó en la pantalla grande en la película St Trinian's (2007), interpretando a una estudiante llamada Kelly.

### Reconocimiento internacional

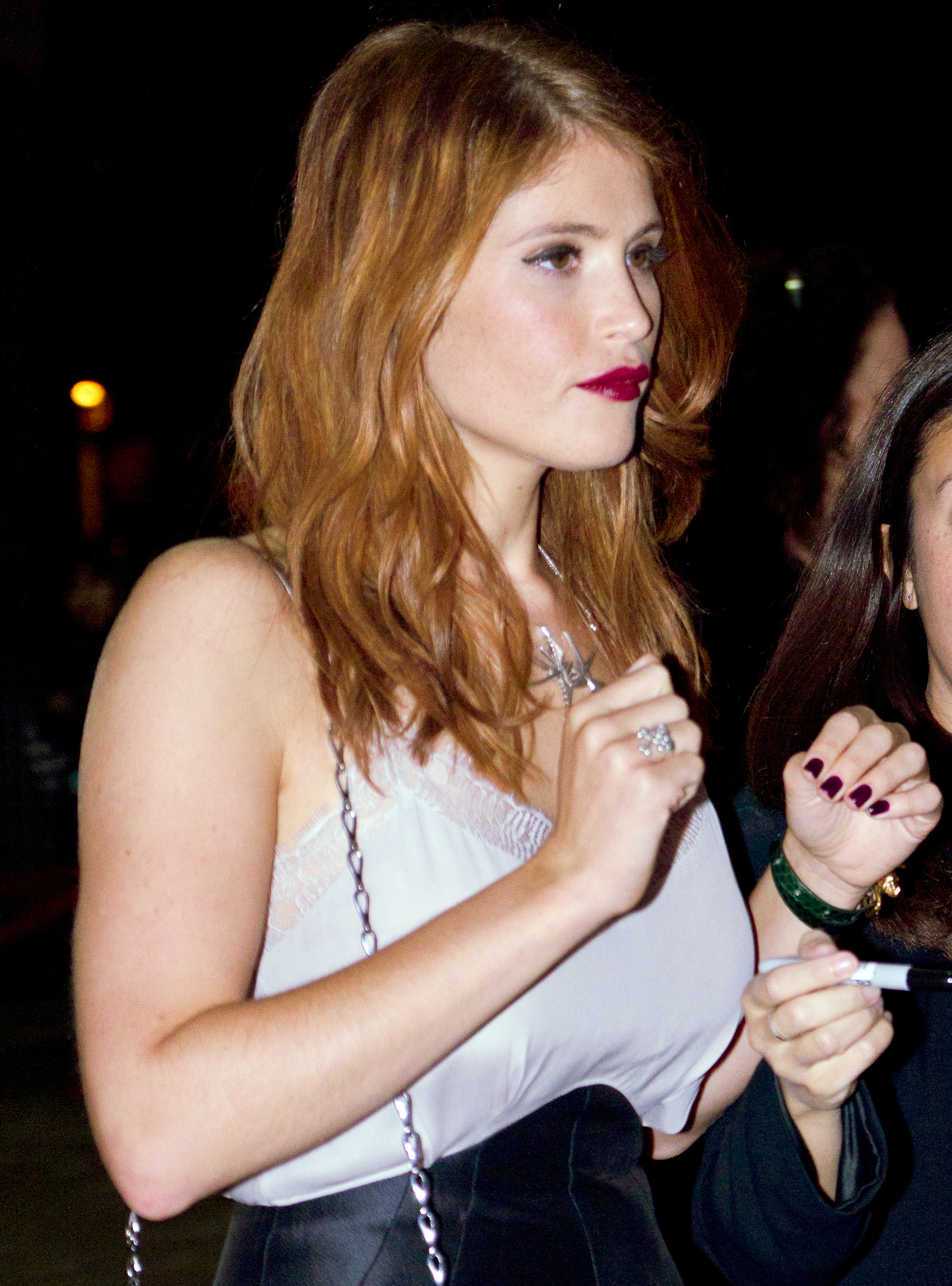
Arterton en el estreno de la película Byzantium en 2012.

Logró ser reconocida internacionalmente en 2008 cuando interpretó el papel de Strawberry Fields en la película de James Bond Quantum of Solace, siendo elegida de entre alrededor de mil quinientas candidatas. En la película su personaje es asesinado y su cuerpo es cubierto de petróleo, un claro guiño a la película Goldfinger, de 1964, en la que el personaje interpretado por la actriz Shirley Eaton es asesinado de una forma similar usando oro en lugar de petróleo. También en 2008, Arterton protagonizó la serie de televisión de la BBC Tess of the d'Urbervilles e interpretó a Elizabeth Bennet en la serie de ITV Lost in Austen. Su papel más controvertido hasta la fecha se dio en la película de 2009 La desaparición de Alice Creed, en la que su personaje es secuestrado y abusado sexualmente. El papel requería que la actriz estuviera esposada a una cama y que usara una mordaza en la boca durante todo el proceso. Arterton solicitó que la dejaran atada a la cama, incluso cuando la cámara no estaba sobre ella para ayudar a mejorar su desempeño y hacerlo más realista.
Arterton se convirtió en el rostro de la fragancia Bond Girl 007 de Avon, lanzada al mercado en octubre de 2008. Tras comenzar una campaña publicitaria para Avon en mayo de 2008 solicitó un papel al lado de la modelo Kate Moss para la empresa cosmética Rimmel, pero fue bloqueada en términos contractuales debido a su responsabilidad con Avon.
En 2010 hizo su debut en el West End en el estreno británico de The Little Dog Laughed. Originalmente fue seleccionada para protagonizar una nueva adaptación de Cumbres borrascosas en el papel de Catherine Earnshaw; sin embargo, la actriz más tarde abandonó el proyecto.

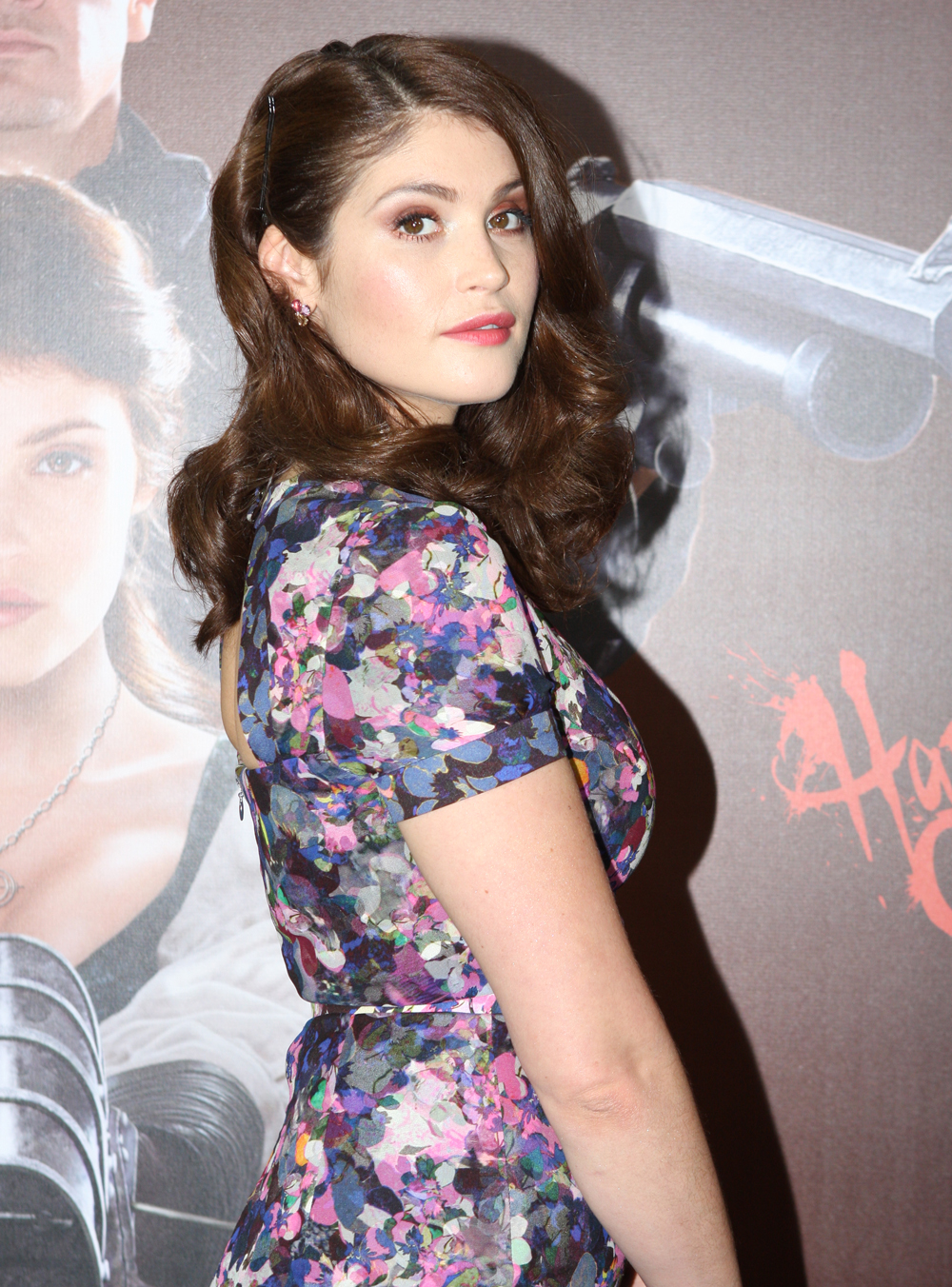
Arterton en el estreno de Hansel y Gretel: Cazadores de brujas en Sídney, en 2013.

La actriz realizó papeles importantes en las películas de 2010 Furia de Titanes y Prince of Persia: The Sands of Time, protagonizando además la cinta Tamara Drewe. Ese mismo año actuó en la producción de The Master Builder en el Almeida Theatre. En 2011, Arterton fue nominada para el Premio Rising Star de la Academia Británica de Cine y Televisión y fue considerada para recibir el premio de actriz principal por sus actuaciones en Tamara Drewe y La desaparición de Alice Creed. En noviembre de 2012 fue seleccionada como miembro del jurado de la competencia principal en el Festival Internacional de Cine de Marrakech. También en 2012 integró el reparto de la película de ciencia ficción Byzantium, del director Neil Jordan, en el papel de Clara Webb. La cinta fue exhibida en el Festival Internacional de Cine de Glasgow y Arterton asistió a la ceremonia junto con la actriz Saoirse Ronan y el director Neil Jordan.
En 2013, Arterton protagonizó la película de acción y terror Hansel y Gretel: cazadores de brujas en el papel de Gretel, actuando junto a Jeremy Renner, quien se encargó de interpretar a Hansel. La historia se centra en las experiencias de ambos personajes como cazadores de brujas a sueldo, quince años después de los sucesos narrados en el cuento infantil de los hermanos Grimm. La cinta fue estrenada el 25 de enero de 2013 y tuvo una recepción negativa de parte de la crítica especializada, aunque logró recaudar más de 200 millones de dólares en taquilla a nivel mundial. En enero de 2014, interpretó el personaje principal en la obra La Duquesa de Malfi en el teatro Sam Wanamaker. El mismo año protagonizó junto a Ryan Reynolds, Anna Kendrick y Jacki Weaver la película de suspense psicológico Las voces. En la cinta encarnó a Fiona, víctima mortal de uno de sus compañeros de trabajo.

### 2014-2018
Entre 2014 y 2015 protagonizó la obra Made in Dagenham, un musical sobre la huelga de las costureras de Ford de 1968. En la obra interpretó a una mujer llamada Rita O'Grady, y su actuación recibió críticas entre mixtas y negativas de parte de los críticos. Simon Edge, del Daily Express, la acusó de carecer del carisma necesario para interpretar al personaje. El espectáculo sólo se presentó durante cinco meses debido a la pobre venta de entradas. En una entrevista de 2015 con el diario The Independent, Arterton declaró que fue elegida en un principio por el director Jonathan Glazer para el papel principal en su película Under the Skin. Glazer, sin embargo, decidió elegir finalmente a Scarlett Johansson para protagonizar la cinta.
En 2017 protagonizó la película The Escape, de Dominic Savage, donde encarnó a una mujer de familia que viaja a París a modo de escape de su vida cotidiana. En 2018 se anunció que la actriz interpretaría el papel de Vita Sackville-West en la película biográfica Vita and Virginia, de la directora Chanya Button.

## Vida personal

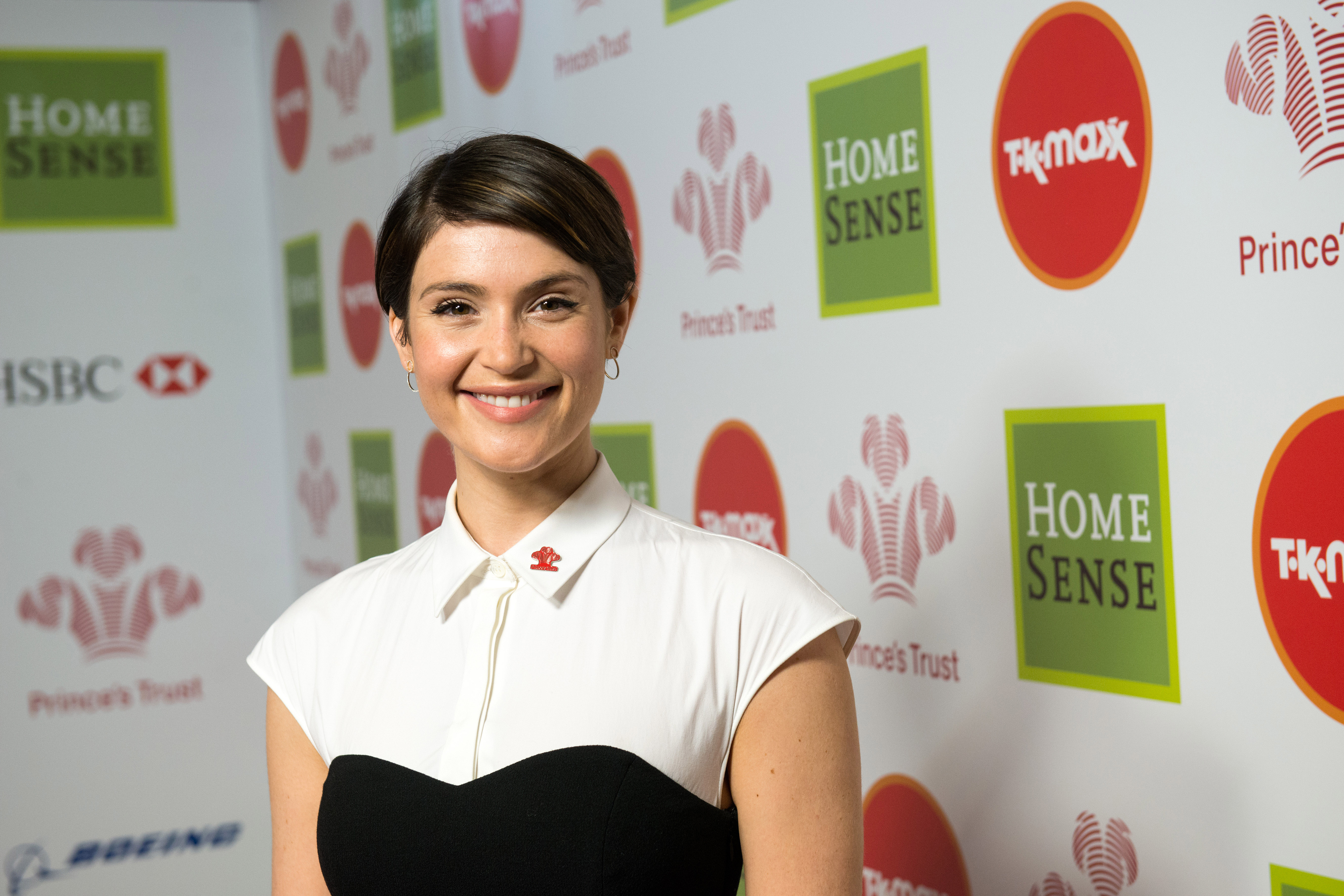
Arterton en 2017.

Entre 2007 y 2008 Arterton tuvo una relación sentimental con John Nolan. Ambos se conocieron durante el rodaje de Quantum of Solace y vivieron juntos cerca de Alexandra Palace. En 2008 tuvo una relación con el doble de riesgo español Eduardo Muñoz, a quien conoció en el rodaje de Prince of Persia: The Sands of Time, cuando fue contratado para que le enseñara a la actriz a montar a caballo. Vivieron juntos en Londres y se separaron seis meses después.
El 5 de junio de 2010 contrajo matrimonio con el empresario italiano Stefano Catelli. La boda tuvo lugar en Zuheros, España. Sin embargo, la pareja se separó en 2013 y se divorciaron en 2015. Entre 2013 y 2016 tuvo una relación sentimental con Franklin Ohanessian, un asistente de dirección francés con quien trabajó en la película Las voces.
Desde 2019 está casada con el actor irlandés Rory Keenan, con el que tiene un hijo nacido en diciembre de 2022.

## Filmografía

### Cine
| Año  | Título original                              | Personaje                                | Ref.   |
| ---- | -------------------------------------------- | ---------------------------------------- | ------ |
| 2007 | St Trinian's                                 | Kelly Jones                              |        |
| 2008 | Three and Out                                | Frankie Cassidy                          |        |
| 2008 | RocknRolla                                   | June                                     |        |
| 2008 | Quantum of Solace                            | Strawberry Fields                        |        |
| 2009 | The Boat That Rocked                         | Desiree                                  |        |
| 2009 | The Disappearance of Alice Creed             | Alice Creed                              |        |
| 2009 | St Trinian's 2: The Legend of Fritton's Gold | Kelly Jones                              |        |
| 2010 | Clash of the Titans                          | Io                                       |        |
| 2010 | Prince of Persia: The Sands of Time          | Tamina                                   |        |
| 2010 | Tamara Drewe                                 | Tamara Drewe                             |        |
| 2010 | A Turtle's Tale: Sammy's Adventures          | Shelly (voz)                             |        |
| 2012 | Byzantium                                    | Clara Webb                               | [ 17 ] |
| 2012 | Song for Marion                              | Elizabeth                                |        |
| 2013 | Hansel & Gretel: Witch Hunters               | Gretel                                   |        |
| 2013 | Runner Runner                                | Rebecca Shafran                          |        |
| 2014 | The Voices                                   | Fiona                                    | [ 22 ] |
| 2014 | Gemma Bovery                                 | Gemma Bovery                             |        |
| 2016 | 100 Streets                                  | Emily                                    |        |
| 2016 | The Girl with All the Gifts                  | Helen Justineau                          |        |
| 2016 | The History of Love                          | Alma Mereminski                          |        |
| 2016 | Orpheline                                    | Tara                                     |        |
| 2016 | Their Finest                                 | Catrin Cole                              |        |
| 2017 | The Escape                                   | Tara                                     |        |
| 2018 | Vita & Virginia                              | Vita Sackville-West                      | [ 23 ] |
| 2019 | Murder Mystery                               | Grace Ballard                            |        |
| 2019 | My Zoe                                       | Laura Fischer                            |        |
| 2019 | How to Build a Girl                          | Maria von Trapp                          |        |
| 2020 | StarDog and TurboCat                         | Cassidy (voz)                            |        |
| 2020 | Summerland                                   | Alice Lamb                               |        |
| 2021 | The King's Man                               | Pollyana "Polly" Wilkins / Agent Galahad |        |
| 2022 | The Amazing Maurice                          | Peaches (voz)                            |        |
| 2022 | Rogue Agent                                  | Alice Archer                             |        |
| 2023 | The Critic                                   | Nina Land                                |        |
| 2025 | Grand Prix of Europe                         | Edda (voz)                               | [ 31 ] |

### Series
| Year      | Title                     | Role             | Notes                                       |
| --------- | ------------------------- | ---------------- | ------------------------------------------- |
| 2008      | Lost in Austen            | Elizabeth Bennet | Television miniseries                       |
| 2008      | Tess of the d'Urbervilles | Tess Durbeyfield | Television miniseries                       |
| 2014      | Inside No. 9              | Gerri            | Episodio: "Tom & Gerri"                     |
| 2016      | Sport Relief 2016         | Jessica Spencer  | Segmento: "Some Mothers Do 'Ave 'Em"        |
| 2018      | Watership Down            | Clover (Trébol)  | 14 episodios; voz                           |
| 2018      | Urban Myths               | Marilyn Monroe   | Episodio: "Marilyn Monroe and Billy Wilder" |
| 2020      | Unprecedented             | Ellie            | Episodio: "#1.2"                            |
| 2020      | Black Narcissus           | Hermana Clodagh  | Miniserie                                   |
| 2021–2022 | Moley                     | Mona Lisa        | 14 episodios; voz                           |
| 2023      | Funny Woman               | Barbara Parker   | 6 episodios                                 |
| 2023      | Culprits                  | Dianne           | Rol principal                               |

### Teatro
| Año  | Título original        | Personaje    | Ubicación             |
| ---- | ---------------------- | ------------ | --------------------- |
| 2007 | Love's Labour's Lost   | Rosaline     | Globe Theatre         |
| 2010 | The Little Dog Laughed | Ellen        | Garrick Theatre       |
| 2010 | The Master Builder     | Hilde Wangel | Almeida Theatre       |
| 2014 | The Duchess of Malfi   | La Duquesa   | Globe Theatre         |
| 2014 | Made in Dagenham       | Rita O'Grady | Adelphi Theatre       |
| 2016 | Nell Gwynn             | Nell Gwynn   | Apollo Theatre        |
| 2017 | Saint Joan             | Joan         | Donmar Warehouse      |
| 2021 | Walden                 | Stella       | Harold Pinter Theatre |